# Bhidea borii
Bhidea borii là một loài thực vật có hoa trong họ Hòa thảo. Loài này được Deshp., V.Prakash & N.P.Singh mô tả khoa học đầu tiên năm 1989.